# 香川育英会東京学生寮

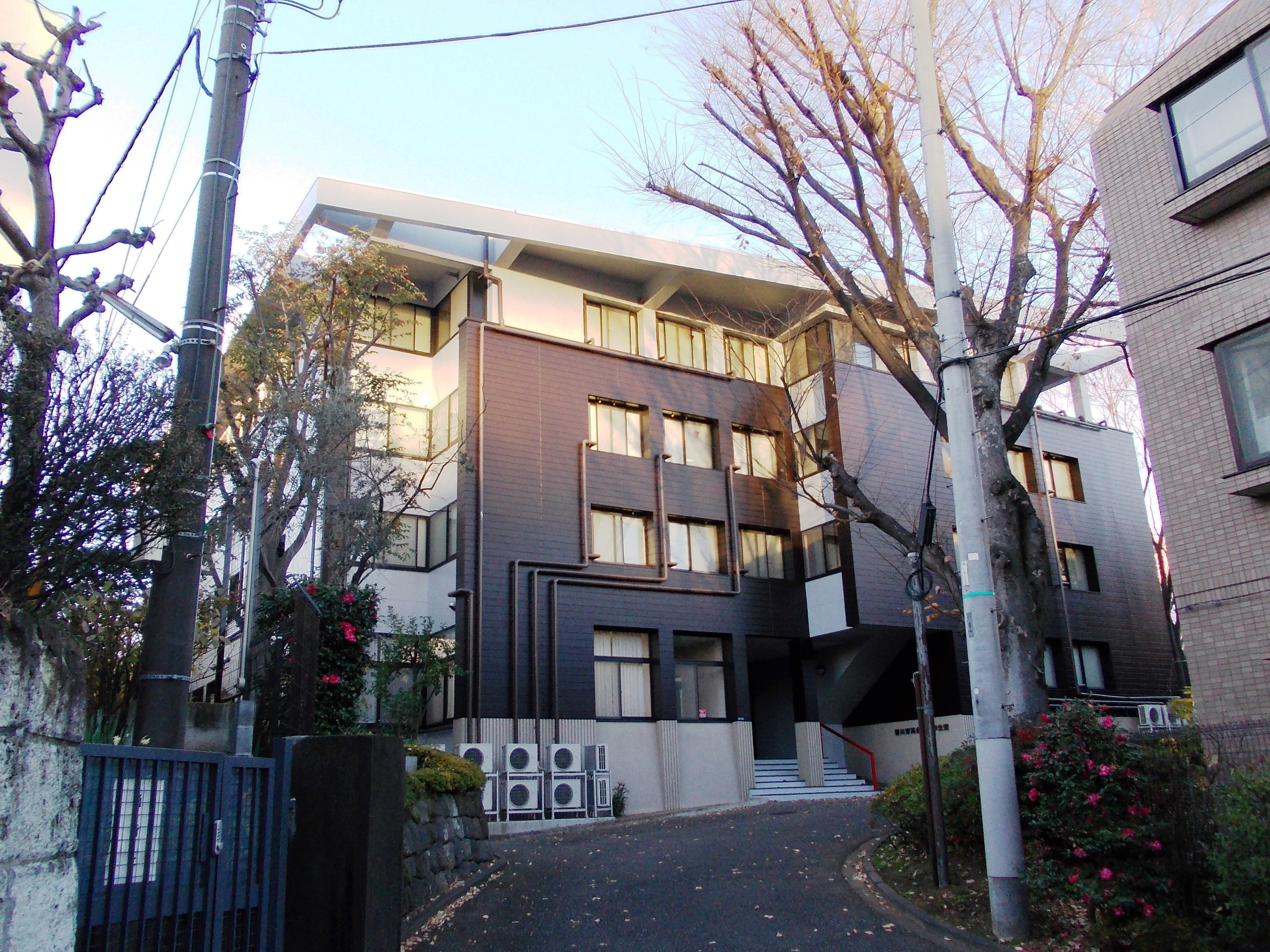
香川育英会東京学生寮

公益財団法人香川育英会東京学生寮（かがわいくえいとうきょうがくせいりょう）は、東京都港区三田3丁目2-23に所在する、香川県が設置し、公益財団法人香川育英会によって管理運営されている、四年制大学生のための県人寮である。
入寮資格は四年制大学に通う者で、専修学校、専門学校、短大の学生には入寮資格はない。

## 概要
寮費は朝夕の食事付き（ただし、日曜・祝日を除く）で月額54,000円で、入寮時に保証金54,000円（退寮時に返還）、入寮金54,000円が必要となる。このほか居室で使用する電気料は各自負担が求められる。四年制大学生を対象としているが約款上は在寮期間は大学入学時から2年間に限られ、契約を更新することで4年間在寮することが可能になる。

## 歴史
敷地は幕末期には松平豊前守下屋敷および町人町の三田四丁目を跨いで存在したが、明治以降、旧高松藩13代当主伯爵松平頼明邸宅（1662年より1947年まで住所表示は、三田功運町および三田四丁目）となり、第二次世界大戦後香川県に寄贈された（住所表示は1947年より1967年まで芝三田功運町～芝三田三丁目、その後は現住所表示三田3丁目223番地）。
最初、男子用の学生寮が建てられ、その後、代々木上原に存在した女子寮と統合され、2003年、現在の建物（新館）に至る。資産管理は香川県東京事務所が担当している。

## 少林寺拳法東京普及の地として
本寮は少林寺拳法の戦後の東京での普及の拠点としても知られる。香川県県職員の内山滋（1918-2005）は開祖宗道臣の意向を受け上京し、1956年4月香川県東京事務所に赴任し、香川県育英会東京学生寮寮監に就任した。寮内では上京する香川県出身の学生に少林寺拳法を指導を開始し、これとは別に翌年5月「東京支部」を発足させ、「東京道院」を開設し、少林寺拳法東京進出の礎を築いた。1958年には寮内に少林寺拳法部が開設され今日に至る。

## 立地・建物

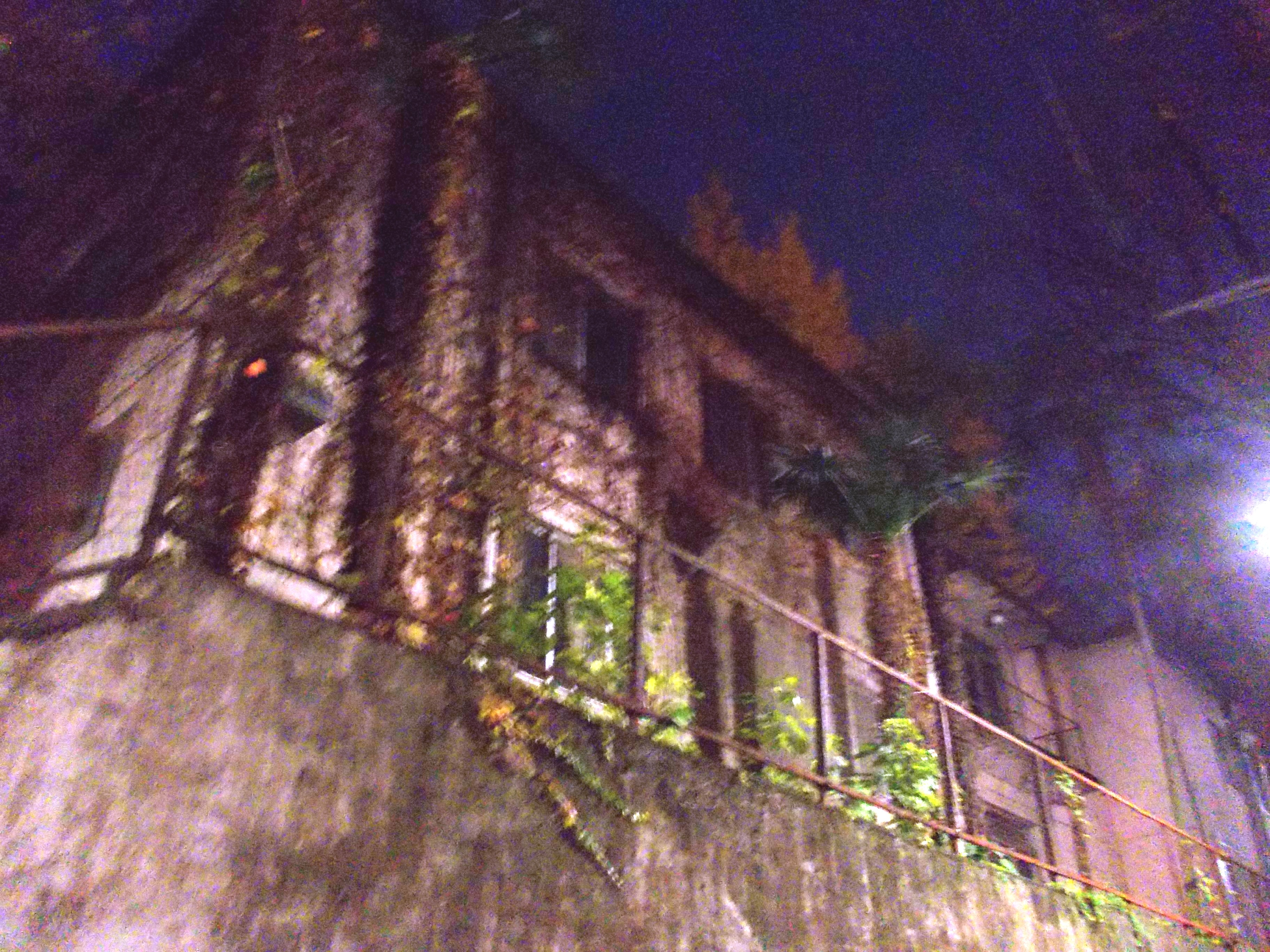
旧館

桜田通りを挟んで慶應義塾大学三田キャンパス正門前右に位置し、信号待ちがなければ徒歩90秒で到達できる距離である。
敷地は安全寺坂脇東側に沿って立地し、現在の建物（新館）は長島正充による設計でRCコンクリート4階建て、男子学生用60室、女子学生用40室。設計・監理は長島建築研究所が担当し、施工は 合田工務店が行っている。将来的な改築の自由度を高めるために耐震構造を外壁と階段室廻りに集約してある。中庭を設置し通風採光を図り、一階部分では周辺のパブリックスペースと合わせて寮生のコミュニケーションの場としている。敷地面積1,495.38m²、建築面積651.51m²、延面積2,062.00m²。旧館の場合は一つの部屋を複数の学生が共有して居住していたが現在、新館は個室となっている。
なお旧館二棟は改修されずに荒れるに任されており廃墟状態にある。現在、老朽化が進み危険なため建物への立ち入りは禁止されている。

## 行事
- 4月初旬：新入寮生説明会
- 4月中旬：寮務委員会（学生の自治組織）主催での新入生歓迎会
- 12月末：クリスマスパーティー
- 2月：寮旅行

## 規則
- 朝食：午前7時から午前8時45分まで
- 門限：午後11時
- 夕食：午後6時から8時45分まで
- 風呂：午後6時から午前0時まで、共同で利用（シャワー室は24時間利用可能）

## 来歴
- 1956年 寮監内山滋が学生に少林寺拳法を指導開始[8]
- 1958年 少林寺拳法部創部[8]
- 2004年2月11日：寮落成記念会開催

## 著名な出身者
- 小川淳也 - 2000-2004在寮。衆議院議員（東京大学卒、高松高等学校出身）[14]
- 増田昌三 - 香川県高松市長(早稲田大学法学部卒)[15]。